# Črnelsko brezno
Črnelsko brezno je kraška jama, ki se nahaja na Rombonskih podih nad Bovcem na nadmorski višini 2080 metrov. S 1391 metri globine velja za četrto najglobljo jamo v Sloveniji, njeni rovi pa merijo v dolžino 16.832 metrov (2018). Brezno je uvrščeno na seznam ožjih varovanih območij v Triglavskem narodnem parku. Jamo so v letih 1989 raziskali Italijanski jamarji.

## Nesreče
Januarja 1990 se je v breznu v globini več kot 1000 metrov zgodila jamarska nesreča, ko je italijanskemu jamarju padla skala na zapestje. Med reševanjem se je zgodila še ena nesreča, v kateri je skala hudo poškodovala enega od reševalcev, ki je med transportom iz jame umrl. Druga nesreča se je zgodila leta 1997, junija leta 2007 pa so v breznu obtičali štirje češki jamarji.